# ドロイルスデンFC
ドロイルスデン・フットボール・クラブ（Droylsden Football Club）は、イングランド、グレーター・マンチェスター、ドロイルスデンを本拠地とするサッカークラブチームである。2017-2018シーズンはノーザンプレミアリーグ・ディヴィジョン1・ノース（8部相当）に所属。

## タイトル

### 国内タイトル
- カンファレンス・ノース:1回

2006-2007
- ノーザンプレミアリーグ・ディヴィジョン1:1回

1998-1999
- ノースウェストカウンティーズリーグ・ディヴィジョン2:1回

1986-1987
- マンチェスターリーグ:2回

1931,1933
- マンチェスター・ジュニアカップ:1回

1923
- マンチェスター・シニアカップ:3回

1973,1976,1979
- マンチェスター・プレミアカップ:1回

2007

### 国際タイトル
- なし

## 歴代所属選手
- アーサー・アルビストン 1994
- デール・スティーブンス 2007